# Wangdue Phodrang (Ortschaft)
Wangdue Phodrang (bhutanisch དབང་འདུས་ཕོ་བྲང་རྫོང་ཁག་) ist der Hauptort des gleichnamigen Dzongkhag im Westen Bhutans.

## Lage und Bedeutung

Brücke über den Puna Tsang Chhu und Dzong von Wangdue Phodrang

Die Altstadt und der Dzong liegen auf einem schmalen Bergrücken oberhalb des Puna Tsang Chhu auf einer Höhe von rund 1250 m. Dieser Nebenfluss des Brahmaputra wird unterhalb der Altstadt von der Straße aus Richtung Thimphu überquert, hier befindet sich am Abzweig der Straße nach Sarpang eine Kontrollstelle.
Mit seinen 7507 Einwohnern stellt die Ortschaft ein bedeutendes Zentrum dieses Landesteils dar, von wirtschaftlicher Bedeutung ist neben der Landwirtschaft insbesondere der Handel, der durch die Rolle als bedeutender Verkehrsknotenpunkt an der Paro-Samdrupjongkhar-Straße, von welcher hier oder in der Umgebung die Wangdue-Tsirang-Straße sowie die Strecke nach Khuruthang, Punakha und Gasa abgehen, gefördert wird. In den letzten Jahren wurde die touristische Infrastruktur ausgebaut, da sich in Wangdue Phodrang und in seiner direkten Umgebung zahlreiche Sehenswürdigkeiten befinden.   
|                       | Jan   | Feb   | Mär   | Apr   | Mai   | Jun    | Jul    | Aug    | Sep    | Okt   | Nov   | Dez   |   |        |
| Mittl. Tagesmax. (°C) | 17,39 | 18,78 | 22,40 | 25,33 | 27,31 | 28,55  | 27,57  | 27,97  | 27,45  | 25,77 | 22,86 | 19,61 | ⌀ | 24,3   |
| Mittl. Tagesmin. (°C) | 5,49  | 7,83  | 10,90 | 13,76 | 17,20 | 19,82  | 20,47  | 20,33  | 19,50  | 15,86 | 10,11 | 6,41  | ⌀ | 14     |
|                       |       |       |       |       |       |        |        |        |        |       |       |       |   |        |
| Niederschlag (mm)     | 12,06 | 14,21 | 21,70 | 52,43 | 59,51 | 141,58 | 168,69 | 147,67 | 100,87 | 62,85 | 12,57 | 4,86  | Σ | 799    |
|                       |       |       |       |       |       |        |        |        |        |       |       |       |   |        |
| Regentage (d)         | 2,06  | 2,56  | 4,63  | 8,81  | 11,06 | 14,50  | 19,56  | 17,88  | 13,69  | 5,88  | 1,06  | 0,88  | Σ | 102,57 |

| 5,49 |

| 7,83 |

| 10,90 |

| 13,76 |

| 17,20 |

| 19,82 |

| 20,47 |

| 20,33 |

| 19,50 |

| 15,86 |

| 10,11 |

| 6,41 |

| 5,49 |

| 7,83 |

| 10,90 |

| 13,76 |

| 17,20 |

| 19,82 |

| 20,47 |

| 20,33 |

| 19,50 |

| 15,86 |

| 10,11 |

| 6,41 |

## Geschichte

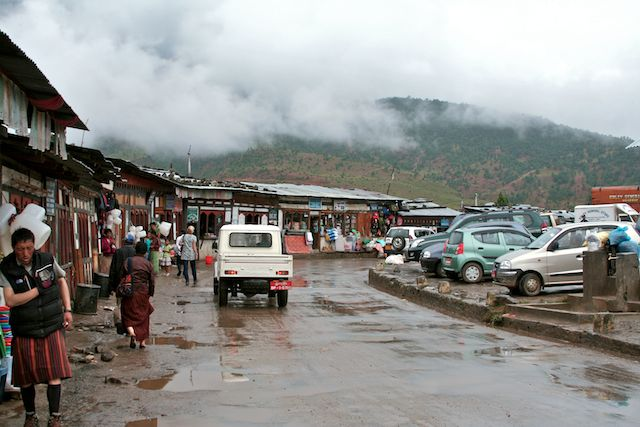
Altstadt von Wangdue Phodrang

Die Legende berichtet, dass der Shabdrung Ngawang Namgyel auf der Suche nach einem Platz für die Errichtung eines Dzongs zum Schutz vor aus dem Süden vordringenden Invasoren am Ufer des sich hier weitenden Punak Dzang Chhu einen spielenden Knaben namens Wangdi fand und den 1638 auf dem Bergsporn errichteten Dzong nach diesem Wangdis Palast benannte. 
Schon früh entwickelte sich der klimatisch begünstigte Ort zu einem Handelszentrum am Fuß des Weges nach Zentralbhutan über den Pele La und den Lawa La, gleichzeitig bot das Tal des Punak Dzang einen einfachen Zugang nach Assam. 
Der zunehmende Verkehr erzwang zu Beginn des 21. Jahrhunderts eine teilweise Verlagerung des Ortes auf eine Ebene östlich des Flusses rund vier Kilometer nördlich des Dzong. Nachdem Prophezeiungen für die Jahre 2006 und 2007 eine solche Verlagerung als ungünstig vorhersagten, hat die Verlagerung der Wohnviertel unterdessen begonnen, große Teile der Infrastruktur befinden sich aber nach wie vor in der Altstadt.

## Persönlichkeiten
- Phuntsho Rapten (* 1973), Politiker